# Antillorena polli
Espèce
Synonymes
- Storena pollii Simon, 1887
- Habronestes americanus Marx, 1891
- Storena hasselti Simon, 1893

Antillorena polli est une espèce d'araignées aranéomorphes de la famille des Zodariidae.

## Distribution
Cette espèce est endémique des Antilles. Elle se rencontre à Aruba, à Bonaire, à Curaçao et aux Bahamas.

## Description
Les femelles mesurent de 6,74 à 10,82 mm et le mâle 9,58 mm.

## Étymologie
Cette espèce est nommée en l'honneur de Jacob Rudolph Hendrik Neervoort van de Poll.

## Publication originale
- Hasselt, 1887 : Araneae exoticae quas collegit pro Museo Lugdunensi, J. R. H. Neervoort van de Poll, insulis Curaçao, Bonaire et Arubâ. Tijdschrift voor Entomologie, vol. 30, p. 227-244 (texte intégral).